# Плагеман, Юрген
Юрген Плагеман (нем. Jürgen Plagemann; род. 28 декабря 1936, Лауэнбург, провинция Шлезвиг-Гольштейн) — западногерманский гребец, выступавший за сборную Германии по академической гребле в первой половине 1960-х годов. Серебряный призёр летних Олимпийских игр в Токио, чемпион мира, двукратный чемпион Европы, победитель и призёр первенств национального значения.

## Биография
Юрген Плагеман родился 28 декабря 1936 года в Лауэнбурге, Шлезвиг-Гольштейн.
Занимался академической греблей в Ратцебурге в местном гребном клубе «Рацбургер».
Первого серьёзного успеха на взрослом международном уровне добился в сезоне 1962 года, когда вошёл в основной состав Объединённой германской команды и побывал на чемпионате мира в Люцерне, откуда привёз награду золотого достоинства, выигранную в восьмёрках.
В 1963 году представлял ФРГ на чемпионате Европы в Копенгагене, где в восьмёрках также обошёл всех своих соперников и получил золото.
В 1964 году в восьмёрках одержал победу на европейском первенстве в Амстердаме. Благодаря череде удачных выступлений удостоился права защищать честь страны на летних Олимпийских играх в Токио — здесь в составе экипажа-восьмёрки, куда также вошли гребцы Клаус Эффке, Клаус Биттнер, Карл-Генрих фон Гроддек, Ханс-Юрген Валльбрехт, Клаус Беренс, Юрген Шрёдер, Хорст Майер и рулевой Томас Аренс, с первого места благополучно преодолел предварительный квалификационный этап, но в решающем финальном заезде более пяти секунд уступил команде США и таким образом завоевал серебряную олимпийскую медаль. За это выдающееся достижение по итогам сезона был награждён Серебряным лавровым листом, высшей спортивной наградой Германии.
После токийской Олимпиады Плагеман больше не показывал сколько-нибудь значимых результатов в академической гребле на международной арене.
По завершении спортивной карьеры в течение 30 лет возглавлял Центр подготовки западногерманских гребцов в Ратцебурге, в 1975—1987 годах также являлся помощником тренера в национальной сборной ФРГ по академической гребле.